# Bedla odřená
Bedla odřená (Macrolepiota excoriata) je jedlá houba z čeledi pečárkovitých.

## Synonyma
Lepiota excoriata (Schaeff.: Fr.) Kumm.

## Popis
Klobouk (houby) je světle hnědý, vypouklý, velký 5 – 12 cm.
Lupeny jsou přiléhavé, bělavé.

## Výskyt
Bedlu odřenou můžeme nalézt od srpna do října.